# Carl Ferdinand Johannes Hahn
Carl Ferdinand Johannes Hahn (ur. 29 stycznia 1801 w Braniewie, zm. 23 stycznia 1876 w Dobrym Mieście) – pruski prawnik i sędzia. Był członkiem Zgromadzenia Narodowego we Frankfurcie od 1848 do 1849 i członkiem Drugiej Izby pruskiego Landtagu od 1850 do 1852.

## Życiorys
Urodził się na Warmii w Prusach Wschodnich jako syn pruskiego asesora sądowego Ignaza Hahna i Anny Kathariny z d. Poschmann. Miał młodszego brata Ottona, który także obrał karierę prawniczą – został sędzią okręgowym w Bisztynku.
Carl Ferdinand Johannes uczęszczał do gimnazjum w swoim rodzinnym mieście Braniewie, z którego wyjechał latem 1819 roku po zdaniu matury. Następnie rozpoczął studia prawnicze na Uniwersytecie Albrechta w Królewcu. Uzyskał stopień doktora. W 1832 został sędzią powiatowym i miejskim w Dobrym Mieście. Wraz z bratem Ottonem był także radcą prawnym w III instancji sądu biskupiego we Fromborku – sądu prosynodalnego diecezji warmińskiej.
W 1848 został wybrany posłem z okręgu nr 12 Olsztyn-Reszel posłem do Frankfurckiego Zgromadzenia Narodowego – ogólnoniemieckiego parlamentu zwołanego w konsekwencji Wiosny Ludów w 1848 roku w celu zjednoczenia Niemiec. Nie zaznaczył się na nim jako mówca ani członek komisji, ale był jednym z nielicznych posłów, którzy nigdy nie opuszczali posiedzenia bez usprawiedliwienia. 30 kwietnia 1849 na posiedzeniu Zgromadzenia Narodowego podano, że poseł Hahn zrezygnuje z mandatu z dniem 10 maja. Wkrótce, 14 maja 1849, dekretem królewskim wygaszono wszystkie mandaty posłów z Prus.
W 1850 Carl Hahn został mianowany sędzią okręgowym w Dobrym Mieście. 21 listopada 1850, kiedy rozpoczęła się druga kadencja II izby parlament Królestwa Prus (Preußischer Landtag), był na nim posłem reprezentującym Olsztyn, Lidzbark Warmiński i Braniewo. Mandat sprawował do 1852 roku. 18 stycznia 1859 za swoje zasługi został odznaczony Orderem Orła Czerwonego IV klasy. W 1865 otrzymał stanowisko dyrektora sądowego.
Carl Hahn zmarł 23 stycznia 1876 w wieku 74 lat w Dobrym Mieście.

### Życie prywatne
Ożenił się 17 stycznia 1832 w Dobrym Mieście z Johanną Caroline Emilie (ur. 1814 w Dobrym Mieście, zm. 1866), córką burmistrza Dobrego Miasta Antona Kroschewskiego. Małżeństwo miało pięcioro dzieci, trzy córki i dwóch synów. Najmłodszy syn Gustav Adolf Louis Hahn (ur. 1842) został pruskim generałem artylerii.

## Literatura
- Bernhard-Maria Rosenberg: Die ostpreußischen Abgeordneten in Frankfurt 1848/49. Biographische Beiträge zur Geschichte des politischen Lebens in Ostpreussen. Grote, Berlin / Köln 1970, s. 58–62.